# Jugoslavija na Zimskih olimpijskih igrah 1984
Socialistična federativna republika Jugoslavija je poslala 72 športnikov na Zimske olimpijske igre 1984, ki so potekale v Sarajevu (Jugoslavija). 
Na otvoritveni slovesnosti je bil zastavonoša Jure Franko. 

## Medalje
|             | Zlato | Srebro | Bron | Skupno |
| Jugoslavija | 0     | 1      | 0    | 1      |

### Srebro
- Jure Franko — alpsko smučanje, moški superveleslalom

## Discipline

### Alpsko smučanje
Moški smuk
- Janez Pleteršek — 1:48.97 (→ 27. mesto)
- Tomaž Jemc — 1:49.68 (→ 30. mesto)

Moški slalom
- Bojan Križaj — 1:41.51 (→ 7. mesto)
- Tomaž Cerkovnik — 1:42.97 (→ 11. mesto)
- Jože Kuralt — 1:44.85 (→ 13. mesto)
- Jure Franko — did not finish (→ brez uvrstitve)

Moški superveleslalom
- Jure Franko — 2:41.41 (→  Srebrna medalja)
- Bojan Križaj — 2:43.48 (→ 9. mesto)
- Grega Benedik — did not finish (→ brez uvrstitve)

Ženski slalom
- Mateja Svet — 1:40.85 (→ 15. mesto)
- Anja Zavadlav — did not finish (→ brez uvrstitve)
- Nuša Tome — did not finish (→ brez uvrstitve)
- Andrea Leskovšek — diskvalifikacija (→ brez uvrstitve)

Ženski superveleslalom
- Andrea Leskovšek — 2:24.61 (→ 16. mesto)
- Veronika Šarec — 2:25.01 (→ 20. mesto)
- Nuša Tome — 2:26.21 (→ 22. mesto)
- Mateja Svet — 2:26.22 (→ 23. mesto)

### Biatlon
Moški na 10 km
- Andrej Lanišek — 36:16.0 (→ 49. mesto)
- Marjan Vidmar — 37:08.1 (→ 54. mesto)
- Tomislav Lopatić — 40:18.2 (→ 57. mesto)

Moški na 20 km
- Andrej Lanišek — 1:24:23.1 (→ 41. mesto)
- Marjan Vidmar — 1:26:32.1 (→ 46. mesto)
- Jure Velepec — 1:27:05.8 (→ 48. mesto)

Moški na 4 x 7.5 km štafetno
- Andrej Lanišek, Jure Velepec, Zoran Ćosić in Franjo Jakovac — 1:54:13.80 (→ 17. mesto)

### Bob
Moški dvosed
- Jugoslavija I
  - Zdravko Stojnić in Siniša Tubić — 3:34.02 (→ 22. mesto)

- Jugoslavija II
  - Boris Rađenović in Nikola Korica — 3:34.13 (→ 24. mesto)

Moški štirised
- Jugoslavija I
  - Zdravko Stojnić, Mario Franjić, Siniša Tubić in Nikola Korica — 3:26.48 (→ 19. mesto)

- Jugoslavija II
  - Nenad Prodanović, Ognjen Sokolović, Zoran Sokolović in Borislav Vujadinović — 3:28.31 (→ 23. mesto)

### Hokej na ledu
(→ 11. mesto)
- Igor Beribak
- Mustafa Bešić
- Dejan Burnik
- Marjan Gorenc
- Edo Hafner
- Gorazd Hiti
- Drago Horvat
- Peter Klemenc
- Jože Kovač
- Vojko Lajovec
- Blaž Lomovšek
- Drago Mlinarec
- Murajica Pajič
- Cveto Pretnar
- Bojan Razpet
- Ivan Ščap
- Matjaž Sekelj
- Zvone Šuvak
- Andrej Vidmar
- Domine Lomovšek

### Hitrostno drsanje
Moški na 500 m
- Nenad Žvanut — 42.55 (→ 39. mesto)
- Behudin Merdović — 46.34 (→ 41. mesto)

Moški na 1.000 m
- Nenad Žvanut — 1:26.63 (→ 41. mesto)
- Behudin Merdović — 1:33.33 (→ 43. mesto)

Moški na 1.500 m
- Behudin Merdović — 2:19.25 (→ 40. mesto)

Moški na 5.000 m
- Behudin Merdović — diskvalifikacija (→ brez uvrstitve)

Ženske na 500 m
- Dubravka Vukušić — 51.99 (→ 31. mesto)
- Bibija Kerla — 51.99 (→ 32. mesto)

Ženske na 1.000 m
- Bibija Kerla — 1:51.06 (→ 36. mesto)
- Dubravka Vukušić — 2:03.02 (→ 36. mesto)

Ženske na 1.500 m
- Dubravka Vukušić — 2:42.12 (→ 31. mesto)
- Bibija Kerla — 2:46.32 (→ 32. mesto)

Ženske na 3.000 m
- Bibija Kerla — 5:37.67 (→ 36. mesto)